# 方介堂
方介堂（1783年—1846年），名亨黉，清朝中后期上海巨商。

## 简介
浙江省宁波府镇海县（今镇海区）骆驼桕墅方村人。嘉庆年间，在老家浙江宁波府镇海贵驷起家，最初开办有一间杂粮店，经营杂粮杂货。道光元年（1821年），始涉足糖业和运输业务，在沪甬之间运销食糖。
家乡生意小成后，移居上海，在上海创业，开设有义和糖行。期间聘用族人乡人到上海协助业务经营，遂逐渐形成清末民国上海滩赫赫有名的镇海桕墅方家商业集团的开山祖。
方介堂家族在上海经营早期以砂糖为主，拥有方本和、元泰恒、裕大恒、元益、元裕、元惠等十余家糖业店号。在东南亚、日本、香港等地也有颇多贸易。
此后，以宁波、上海为经营中心，业务扩展到杭州、天津、汉口、长沙、宜昌等城市。经营领域也逐渐扩展至粮食、南北杂货，并涉入当时新兴的钱庄业。
方介堂曾经担任上海四明公所董事。

## 其他
方介堂被清廷累贈榮祿大夫。方介堂有三子，子方仁本被清廷累赠中憲大夫，子方仁榮官至兵部郎中，子方仁孝被颁赠資政大夫。
有后辈方液仙，中国民用化工业先驱；孙方椒伯，民国时期上海滩大律师。